# ساتین کاپو
ساتین کاپو (انگلیسی: Satyen Kappu; ‏1931 – ۲۷ اکتبر ۲۰۰۷) هنرپیشه فیلم اهل هند بود.

## گزیده فیلمشناسی
از فیلم‌ها یا برنامه‌های تلویزیونی که وی در آن نقش داشته است می‌توان به دیوار، دل، شعله، گوپی کیشان، پیروزی خاطرات، قانون از ماست، ایمان دارم، شلیک با چشم، نیروی الهی، نمک حلال، راکی، قیمت، منزل، فصل، ارباب، زمین آسمان، تصمیم من، هر کس سرنوشت خود را دارد، دنیا، مرد دوم، عزت خانه، برای سرگرمی، قضاوت مقدر، معبد عشق، ویرانگر، دریچه دل، فیلم، مرد خوش‌شانس، در چشم شما، آشانتی، ازدواج عاشقانه، رام آوتار ام.ال.ای امروز، آخرین شرط، آتش، شعله‌های آتش، نامناسب، رابطه منحصربه‌فرد، کشور ما، هزار رنگ ما، اصلی و بدلی، بی‌پناه، دختر شماره یک، ساده‌لوح، خداحافظ، برهما، عروسی چاملی، بخشنده، دلال، مجازات قهرمان، رابطه با درد، ترازوی تقوا، ریاکار و طبیعت اشاره کرد.